# Ана Стјеља
Ана Стјеља (Београд, 1982) српска је књижевница, књижевни преводилац, новинарка и независни научни истраживач. Оснивач је и главни уредник магазина за културну разноликост Алиа Мунди. Оснивач је председница Удружења за промоцију културне разноликости „Алиа Мунди”. (2018).

## Биографија
Рођена је 1982. године у Београду. Дипломирала је 2005. године на Филолошком факултету у Београду на катедри за оријенталистику – Група за турски језик и књижевност. Магистрирала је 2009. године на Филолошком факултету у Београду – смер Наука о књижевности, одбранивши тезу под насловом „Људско и божанско у делу Мевлане Џелаледина Румија и Јунуса Емреа“. Докторирала је 2012. године на Филолошком факултету у Београду одбранивши тезу под насловом „Елементи традиционалног и модерног у делу Јелене Димитријевић“.
Бави се писањем поезије и хаику пoезиje, као и превођењем поезије и прозе с енглеског, шпанског, португалског и турског језика. Бави се писањем кратке прозе и путописних есеја. Бави се ликовним стваралаштвом и дизајном књига. 
Песме су јој превођене на хрватски, словеначки, македонски, турски, арапски, азербејџански, грчки, шпански, португалски, урду, хинди персијски језик. Сарађује са домаћим и страним, штампаним и електронским часописима. Песме и приче су јој објављиване у домаћим и страним зборницима. Добитник је неколико награда из области поезије и есејистике. Неколико пута била је кандидат за Награду града Београда, област Уметност (књижевност и преводно стваралаштво) и Новинарство. Добитница је награде „Горан Бујић“ за 2017. годину, у категорији књижевници-новинари ван Републике Хрватске. Добитница је књижевне награде „Наџи Наман” за 2020. коју додељује Фондација Naji Naaman из Либана.
Члан је Удружења књижевника Србије, Удружења новинара Србије и Међународне федерације новинара. Члан је и организације за промоцију и презентацију европског дигиталног наслеђа „Еуропеана” (Europeana).
Песме, приче, есеје и књижевне преводе објавила је у часописима: Кораци, Градина, Багдала, Поља, Луча, Траг, Аванград, Београдски књижевни часопис, Илустрована политика, Новости, Култура Уметност Наука (суботњи додатак Политике) Магазин (недељни додатак Политике), ЛУДУС, Нур, Наслеђе, Књижевна историја, Свитак, Златна греда, Ламед, Бдење, Наше стварање, Мостови, Браничево, Монс Ауреус, Повеља, Хаику новине, Стиг, Свеске, Сарајевске свеске, Наша прошлост, Одбрана...
Године 2016. покренула је магазин Алиа Мунди који за циљ има промовисање идеја културне разноликости. Главни је уредник електронског књижевног часописа Енхедуана, Културних новина, онлајн магазина Само културно, електронског часописа за сатиру Оксиморон, веб-портала посвећеног деци и стваралаштву за децу Маштоплет и Маштоплетовог блога, веб-портала Вождовчанка, веб-портала Источни бисер и Ибисовог блога, блога за кулурну разноликост Алиа Мунди, као и онлајн часопис за поезију на енглеском језику Poetryzine.
Од 2020. председница је жирија за песничку награду „Милан Дунђерски” коју додељују Народна библиотека Србобран. Године 2021. успешно је завршила креативну радионицу Awake Not Sleeping – Reimagining Fairy Tales for a new generation у организацији UN WOMEN за Европу и Централну Азију (UN WOMEN ECA). У јулу 2022. успешно је завршила курс Увод у психологију на америчком универзитету Јејл (Yale University) на којем јој је предавач био професор универзитета и познати светски (канадско-амерички) психолог Пол Блум (Paul Bloom). Године 2023. успешно је завршила неколико курсева из области новинарства, у склопу програма Creative Spotlight (Culture and Creativity for the Western Balkans Programme) који су заједно организовали Thomson Foundation и British Council.

## Награде
- Награда „Горан Бујић“ у категорији књижевници-новинари изван Републике Хрватске (Задар, 2017)
- Награда за креативност фондације „Наџи Наман” из Либана (Naji Naaman Foundation, 2020)
- Награда „Војислав Илић Млађи” за најбољу дечију песму (Жабари, 2020)
- Награда за поезију Удружења кинеских књижевника Yan'an (2021)
- Друга награда (Сребрна плакета) за најбољу сатиричну причу (Београдски афористичарски круг, 2023)
- Награда Golden Wizard Book Award за бајку The Girl With Golden Pen инспирисану ликом и делом Јелене Ј. Димитријевић (Енглеска, 2023)

## Објављена дела

### Ауторске књиге
- збирка поезије „Моира“ (2002)
- збирка поезије „Aтави“ (2004)
- збирка поезије и есеја „Еден & Хад“ (2006)
- збирка хаику поезије „Tри Гејше“ (2008)
- збирка дечје поезије „На корак до дуге“ (2009)
- стручна књига „ПЕСНИЦИ УНИВЕРЗУМА – Мевлана Џелалудин Руми и Јунус Емре“ (2013)
- збирка поезије (електронско издање) „Лира Дивина“ (2014)
- збирка прича „Како сам постао птица“ (2015)
- збирка поезије (штампано издање) „Лира Дивина“ (2015)
- збирка афоризама „Оксиморон“ (2016)
- збирка поезије и хаикуа на португалском „Poesia: coleção de poemas e haikais“ (2016)
- књига о српским православним црквама и манастирима „Духовна ризница Србије“ - дигитално издање (2018)
- књига о српским православним црквама и манастирима „Духовна ризница Србије“ - штампано издање (Удружење „Алиа Мунди”, 2018)
- дечја књига на српском и арапском језику „Ајша у Земљи Снова” (Удружење „Алиа Мунди”, 2019)
- збирка поезије „Музика тишине / The Music of Silence” на српском и енглеском језику, (Удружење „Алиа Мунди”, 2021)
- збирка поезије на шпанском језику „Desiguales” (Удружење „Алиа Мунди”, 2022)
- збирка прича Equilibrium (Удружење „Алиа Мунди”, 2022)
- поема о Николи Тесли „Шапат Универзума” поводом јубилеја – 80 година од смрти Николе Тесле, објављена на српском и енглеском језику (Ана Стјеља, 2023)
- дистопијска поема „Сангрија”, објављена на српском и енглеском језику (Ана Стјеља, „Алиа Мунди”, 2024)

### Преведене књиге
- избор из поезије Федерика Гарсија Лорке „Сенка моје душе”, у преводу са шпанског језика (2008)
- избор из поезије Пабла Неруде „Земља у Теби”, у преводу са шпанског језика, (2008); друго издање (2001)
- избор из поезије Јунусa Емреа „Славуј љубави” у преводу са турског језика (2010), друго издање (2016)
- збирка поезије Федерика Гарсија Лорке „Тамаритски Диван” у преводу са шпанског језика (2014)
- драма Вилијама де Мила „Обмањивачи”[мртва веза] у преводу са енглеског језика (2016)
- поема Јелене Ј. Димитријевић, „Une vision”, у преводу са француског језика (2016)
- избор из поезије Ахмеда Јесевија „Глас ашика” у преводу са турског језика (2016)
- избор из савремене турске поезије „Песма је птица на врху вулкана” у преводу са турског језика (2018)
- избор из поезије Луиша де Камоиша „Витез љубави”, у преводу са португалског језика (Удружење „Алиа Мунди”, 2019)
- избор из поезије Сохраба Сепехрија „Румена јабука сунца”, у преводу са енглеског језика (Удружење „Алиа Мунди”, 2020)
- збирка поезије Марије до Самеиро Барозо „Тело, место изгнанства”, у преводу са португалског језика (Удружење „Алиа Мунди”, 2020, уз подршку Института Камоиш из Португала)
- избор из поезије Флорбеле Ешпанке „Стихови поноса”, у преводу са португалског језика (Удружење „Алиа Мунди”, 2021, уз подршку Института Камоиш из Португала)
- избор из поезије кинеског песника Џејмса Тијена Јуа „Звездана ноћ свицима прекривена”, у преводу са енглеског језика („Алиа Мунди”, 2022)
- збирка поезије египатског књижевника и новинара Ашрафа Абул-Јазида (Ashraf Aboul-Yazid) „Улица у Каиру”, у преводу са енглеског језика (Удружење „Алиа Мунди”, 2023)
- избор из поезије турског песника Метина Џенгиза „Врт вечности” (2023)

### Приређене књиге
- Никола Матић, „Српске православне школе у БиХ под аустроугарском управом“ , Београд, (2008)
- Јован Јовановић Змај, „Источни бисер“, Београд, (2011)
- Јелене Ј. Димитријевић, „Une vision“, Београд, (2016)
- Љиљана Стјеља, „Лʼарт: каталог колажа“, Београд, (2016)
- Јелене Ј. Димитријевић, „Писма из Индије“, Београд, (2017)
- Јелене Ј. Димитријевић, „Баба Краса“, Београд, (2017)
- зборник књижевних радова „Гласови Мелпомене“: поводом јубилеја - 155 година од рођења Јелене Ј. Димитријевић, Београд, (2017)
- електронски хаику зборник „Звук воде“ , поводом 90 година од објављивања књиге „Песме Старог Јапана“ Милоша Црњанског (2018)
- електронски зборник прича „Ко су биле наше хероине” (Удружење „Алиа Мунди”, 2020)
- електронска публикација, песма Маје Херман Секулић „Љубав у доба короне” преведена на 22 светска језика (Удружење „Алиа Мунди”, 2020)
- електронска публикација, студија Милоша Тодоровића „Србија и Египат: српско-египатски међукултурни односи” / „Serbia and Egypt: Serbian-Egyptian intercultural relations” (Удружење „Алиа Мунди”, 2021)
- електронски зборник прича од шест речи „И би прича / And There Was Story” поводом јубилеја - 60 година од смрти америчког нобеловца Ернеста Хемингвеја (Удружење „Алиа Мунди”, 2021)
- електронски зборник прича о Београду Белградијана: београдски музеј прича, пројекат који је подржао Град Београд (Удружење „Алиа Мунди”, 2022)
- уметнички зборник у оквиру међународног фестивала Крик жене (Удружење „Алиа Мунди”, 2023)
- зборник поезије у оквиру међународног фестивала Крик жене (Удружење „Алиа Мунди”, 2023)
- електронски песнички зборник на српском и енглеском језику „Завет ћутања” (Ана Стјеља, 2023)
- електронски зборник У загрљају вечности посвећен јубилеју – 50 година од смрти Милунке Савић (Ана Стјеља, Удружење „Алиа Мунди”, 2023)
- електронска публикација Путовање Архивирано на веб-сајту  (14. јануар 2024) коју чини колаборативна песма 50 српских и страних песника у част јубилеја Десанке Максимовић (Ана Стјеља, Удружење „Алиа Мунди”, 2023)

## Уреднички рад
- Оснивач и главни уредник  Алиа Мунди магазина за културну разноликост, од 2016.
- Покретач и уредник веб-странице посвећене књижевници Јелени Ј. Димитријевић, од 2016.
- Покретач и уредник веб-портала „ИСТОЧНИ БИСЕР“ посвећеног култури, уметности и књижевности Истока и актуеленим вестима које указују на културни мост између Србије и земаља Истока, од 2017.
- Уредник рубрике есејистика и књижевна критика у часопису „Књижевне вертикале“ (Друштво књижевника Београда), од 2017 до 2018.
- Оснивач и главни уредник електронског књижевног часописа „Енхедуана” као и књижевног блога „Енхедуанин књижевни врт” Архивирано на веб-сајту  (3. септембар 2021) (2019)
- Оснивач и главни уредник електронског часописа Poetryzine, за поезију на енглеском језику (2020)
- Покретач и уредник веб-портала „Маштоплет” посвећеног деци и стваралаштву за децу, као и блога „Маштоплетов блог” (2020)
- Оснивач и главни уредник електронског часописа за сатиру „Оксиморон” (2021)
- Покретач и уредник онлајн медија  „Портал Вождовчанка” (2022) посвећеног историји, култури и туризму Вождовца и знаменитих Вождовчана.